# Christian Plantin
Christian Plantin (1 de janeiro de 1947) é um linguista e teórico da argumentação francês. Professor da Université Lumière-Lyon-II, é reconhecido por uma série de pesquisas e trabalhos nos quais propõe diagramas de análise argumentativa a partir de discussões em torno da teoria de Stephen Toulmin.
Diretor do Centre national de la recherche scientifique e da Éditions Kimé, traduziu o trabalho de paralogismo de John Woods e Douglas Walton e, seguindo a nova retórica de Chaïm Perelman, publicou a coleção Que sais-je?.

## Obras
- Argumenter. De la langue de l'argumentation au discours argumenté, Paris, Centre national de documentation pédagogique, 1989. ISBN 2-240-00143-7
- Essais sur l'argumentation. Introduction à l'étude linguistique de la parole argumentative, Paris, Éditions Kimé, Argumentation et sciences du langage, 1990. ISBN 2-908212-04-8
- Les émotions dans les interactions, Lyon, Presses Universitaires de Lyon, 2000. ISBN 2-7297-0639-9, com Marianne Doury e Véronique Traverso
- L'argumentation, Paris, Seuil, 1996. ISBN 2-02-022956-0
- L'argumentation. Histoire, théories et perspectives, Paris, Presses universitaires de France, « Que sais-je ? », 2005. ISBN 2-13-053421-X